# Bugbrooke
Bugbrooke är en ort och civil parish i Storbritannien.   Den ligger i grevskapet Northamptonshire i riksdelen England, i den södra delen av landet, 100 km nordväst om huvudstaden London. Bugbrooke ligger 81 meter över havet och antalet invånare är 2 835.
Terrängen runt Bugbrooke är huvudsakligen platt. Bugbrooke ligger nere i en dal. Runt Bugbrooke är det ganska tätbefolkat, med 129 invånare per kvadratkilometer. Närmaste större samhälle är Northampton, 9,9 km nordost om Bugbrooke. Trakten runt Bugbrooke består till största delen av jordbruksmark.